# Ледовський Юрій Миколайович
Юрій Миколайович Ледовський (9.10.1967 — 23.03.1996) — найсильніший український гравець у ґо на початку 90-х років ХХ століття, 6 дан. Жив у м. Харків.

## Біографія
Народився у місті Харків 9 листопада 1967 р.
Познайомивя з грою Ґо у 90х роках. Зростав як спортсмен під керівництвом Ковальова Михайла Михайловича.

## Спортивні досягнення

### Міжнародні змагання
- 2 місце, Гран Прі Європи, м. Варшава (Польща) — 1992
- 2 місце, Гран Прі Європи, м. Цюрих (Швейцарія) — 1992
- 1 місце, Гран Прі Європи[1], м. Будапешт (Угорщина) — 1993
- 2 місце в розіграші Євро-Азійського кубку з Ґо (серії турнірів СНД) — 1993
- 4 місце за результатами року в розіграші Гран Прі Європи — 1993
- 13 місце, 16-й чемпіонат World Amateur Go Championship[2], Японія — 1994 (найвище досягнення українських гравців у ХХ сторіччі)

### Командні змагання
Участь у III-му командному чемпионаті Європи в м. Лінц, (Австрія) — 1990р)
3 командне місце на командному чемпіонаті Європи 1992 р. в м. Бухарест (Румунія)
- 1 дошка — Ю. Плющ
- 2 дошка — Ю. Ледовський
- 3 дошка — А. Богацький
- 4 дошка — Д. Яценко

### Українські змагання
- чемпіон України — 1993
- чемпіон УРСР    — 1990

###### Перші місця
- II чемпіонат м. Харкова — 1990
- I чемпіонат УРСР Київ — 1990
- IV Кубок Криму'90 — 1990
- I розіграш Кубок Харкова-91 — 1991
- II Чемпіонат України Київ — 1993
- III Чемпіонат Харкова — 1991
- Кубок Харкова — 1992

###### Призові місця
- 3 місце — III Чемпіонат України, Вища Ліга 1992

## Участь у змаганнях
| Рік  | Змагання                                 | Місто           | Країна    | Місце |
| ---- | ---------------------------------------- | --------------- | --------- | ----- |
| 1989 | Першість Го клубу                        | Харків          | Україна   | 4     |
| 1989 | Золота Осінь                             | Сочі            | Росія     | 3     |
| 1989 | I відкритий кубок м. Києва               | Київ            | Україна   | 3     |
| 1989 | I Чемпіонат м. Харкова                   | Харків          | Україна   | 5     |
| 1990 | II Чемпіонат м. Харкова                  | Харків          | Україна   | 1     |
| 1990 | I Чемпіонат СРСР                         | Ленінград       | Росія     | 5     |
| 1990 | Grand Prix d'Europe                      | Варшава         | Польща    | 9     |
| 1990 | Ій Чемпіонат УРСР                        | Київ            | Україна   | 1     |
| 1990 | IV Кубок Криму'90                        | ?               | Україна   | 1     |
| 1991 | Grand Prix d'Europe                      | Прага           | Чехія     | 37    |
| 1991 | I розіграш Кубок Харкова-91              | Харків          | Україна   | 1     |
| 1991 | II Чемпионат України                     | Київ            | Україна   | 1     |
| 1991 | ?                                        | Варшава         | Польща    | 6     |
| 1991 | Кубок Росії                              | Світлогорськ    | Росія     | 2     |
| 1991 | Кубок мера м. Осака                      | Санкт-Петербург | Росія     |       |
| 1991 | III Чемпіонат Харкова                    | Харків          | Україна   | 2     |
| 1991 | Кубок Fujitsu                            | Женева          | Швейцарія | 5     |
| 1992 | Чемпіонат СНД з Ґо                       | ?               | ?         | 8     |
| 1992 | Baduk-92 Кубок Федерації го Кореї        | Москва          | Росія     | 22    |
| 1992 | Кубок Харкова                            | Харків          | Україна   | 1     |
| 1992 | III Чемпіонат України, Вища Ліга         | Київ            | Україна   | 3     |
| 1992 | Кубок Криму                              | ?               | Україна   | 10    |
| 1992 | Grand Prix d'Europe                      | Цюрих           | Швейцарія | 2     |
| 1992 | IV Чемпіонат Харкова                     | Харків          | Україна   | 4     |
| 1993 | ?                                        | Гетинген        | Німеччина | 1     |
| 1993 | Євро-Азійський Кубок                     | Казань          | Росія     | 5     |
| 1993 | Першість області                         | Челябінськ      | Росія     | 1     |
| 1993 | Євро-Азійський Кубок, 2 етап             | Санкт-Перербург | Росія     | 2     |
| 1993 | Grand Prix d'Europe                      | Будапешт        | Угорщина  | 1     |
| 1993 | ?                                        | Париж           | Франція   | 7     |
| 1993 | Євро-Азійський Кубок, 3 етап             | Челябінськ      | Росія     | 5     |
| 1993 | ?                                        | Варшава         | Польща    | 5     |
| 1993 | The 37th European Go Congress            | Прага           | Чехія     | 11    |
| 1993 | 37th European Go Congress Уік-енд турнір | Прага           | Чехія     | 4     |
| 1993 | Кубок Європи                             | Відень          | Австрія   | 5     |
| 1993 | Grand Prix d'Europe, 2 етап              | Копенгаген      | Данія     | 4     |
| 1993 | Grand Prix d'Europe, 3 етап              | Бухарест        | Румунія   | 2     |
| 1993 | Чемпіонат України, Півфінал              | Харків          | Україна   | 3     |
| 1994 | Євро-Азійський Кубок                     | Санкт-Петербург | Росія     | 2     |
| 1994 | German-Open                              | Ессен           | Німеччина | 10    |
| 1994 | Grand Prix d'Europe, 4 етап              | Блед            | Словенія  | 5     |
| 1994 | Grand Prix d'Europe, 5 етап              | Будапешт        | Румунія   | 1     |
| 1994 | World Amateur Go Championship            | Кіото           | Японія    | 13    |
| 1994 | Grand Prix d'Europe, 6 етап              | Прага           | Чехія     | 8     |
| 1994 | Меморіал Васильєва, I етап ЄАК           | Казань          | Росія     | 5     |
| 1995 | Кубок України                            | Київ            | Україна   | 11    |
| 1996 | European Ing Cup, Bayle Felix            | Бэйле Фелікс    | Румунія   | 10    |